# Pascal Renier
Pascal Renier (ur. 3 sierpnia 1971 w Waremme) – belgijski piłkarz grający na pozycji lewego lub środkowego obrońcy.

## Kariera klubowa
Karierę piłkarską Renier rozpoczął w klubie RFC de Liège. W sezonie 1990/1991 zadebiutował w jego barwach w pierwszej lidze i grał tam do lata 1992. Wtedy też przeszedł do Club Brugge, jednak początkowo był tylko rezerwowym obrońcą, ale już od sezonu 1993/1994 był podstawowym zawodnikiem klubu z Brugii. Wtedy też został z nim wicemistrzem Belgii, a w 1995 roku sięgnął po Puchar Belgii. W sezonie 1995/1996 ponownie zdobył krajowy puchar, a także pierwszy i jedyny raz w karierze wywalczył mistrzostwo swojego kraju. W 1997 roku zajął z Brugge 2. miejsce w lidze Belgii. Po tym sukcesie odszedł do Standardu Liège, w którym jednak nie zdołał wywalczyć miejsca w podstawowym składzie. Po dwóch latach odszedł ze Standardu.
Nowym klubem Reniera w karierze został francuski Troyes AC. W tamtejszej Ligue 1 zadebiutował 19 września 1999 w przegranym 0:1 wyjazdowym meczu z Olympique Marsylia. Przez trzy sezony rozegrał dla Troyes tylko 20 spotkań, a sezon 2001/2002 spędził w amatorskich rezerwach tego zespołu.
Latem 2002 roku Renier wrócił do Belgii i przez jeden sezon występował w Excelsiorze Mouscron. W 2003 roku przeszedł do KVC Westerlo. W sezonie 2004/2005 grał w SV Zulte-Waregem i na wiosnę 2005 wywalczył z nim awans z drugiej ligi do pierwszej. Po tym osiągnięciu zakończył sportową karierę.
| Sezon   | Klub               | Kraj    | Rozgrywki     | Mecze | Bramki |
| ------- | ------------------ | ------- | ------------- | ----- | ------ |
| 1990/91 | RFC de Liège       | Belgia  | I liga        | 4     | 0      |
| 1991/92 | RFC de Liège       | Belgia  | I liga        | 27    | 0      |
| 1992/93 | Club Brugge        | Belgia  | I liga        | 2     | 0      |
| 1993/94 | Club Brugge        | Belgia  | I liga        | 27    | 0      |
| 1994/95 | Club Brugge        | Belgia  | I liga        | 25    | 0      |
| 1995/96 | Club Brugge        | Belgia  | I liga        | 31    | 2      |
| 1996/97 | Club Brugge        | Belgia  | I liga        | 18    | 0      |
| 1997/98 | Standard Liège     | Belgia  | I liga        | 7     | 0      |
| 1998/99 | Standard Liège     | Belgia  | I liga        | 16    | 1      |
| 1999/00 | Troyes AC          | Francja | Ligue 1       | 12    | 0      |
| 2000/01 | Troyes AC          | Francja | Ligue 1       | 8     | 0      |
| 2000/01 | Troyes AC II       | Francja | CFA           | 10    | 0      |
| 2001/02 | Troyes AC II       | Francja | CFA           | 9     | 0      |
| 2002/03 | Excelsior Mouscron | Belgia  | Eerste Klasse | 7     | 0      |
| 2003/04 | KVC Westerlo       | Belgia  | Eerste Klasse | 19    | 0      |
| 2004/05 | SV Zulte-Waregem   | Belgia  | Tweede Klasse | ?     | ?      |

## Kariera reprezentacyjna
W reprezentacji Renier zadebiutował 4 czerwca 1994 roku w wygranym 9:0 towarzyskim spotkaniu z Zambią. Został powołany przez selekcjonera Paula Van Himsta do kadry na mundial w USA. Tam był rezerwowym zawodnikiem i nie rozegrał żadnego spotkania. W kadrze „Czerwonych Diabłów” do 1996 roku rozegrał łącznie 13 spotkań.